# یاسنا فریتزی بائر
یاسنا فریتزی بائر (انگلیسی: Jasna Fritzi Bauer؛ زادهٔ ۲۰ فوریهٔ ۱۹۸۹) بازیگر اهل سوئیس است.
از فیلم‌ها یا برنامه‌های تلویزیونی که وی در آن نقش داشته‌است می‌توان به باربارا، سگ‌های برلین اشاره کرد.